# Petalura gigantea
Petalura gigantea is een echte libel uit de familie van de Petaluridae.
De wetenschappelijke naam van de soort werd in 1815 gepubliceerd door William Elford Leach.